# Diecezja Palmerston North
Diecezja Palmerston North – diecezja Kościoła rzymskokatolickiego w Nowej Zelandii, na Wyspie Północnej. Została erygowana 6 marca 1980 roku na mocy decyzji papieża Jana Pawła II. Jej obszar wcześniej należał do archidiecezji Wellington. 